# Sarburma
Sarburma, anche noto semplicemente come burma tra i tatari di Crimea e come Pierekaczewnik tra i tatari di Lipka, è un pasticcio di carne tradizionale della cucina tatara di Crimea. Nella lingua tatara di Crimea sarmaq significa "avvolgere" e burmaq "arricciare". Il nome per i tatari di Lipka deriva dal verbo russo перека́тывать “arrotolare". Oggigiorno, è uno spuntino molto diffuso in Crimea, nelle regioni al confine con l'Ucraina (in ucraino сарбурма?), e in Turchia (in turco etli kol böreği). In Polonia è un piatto distintivo dei tatari di Lipka, ed è protetto dalle norme dell'Unione europea con una denominazione di origine protetta. Gli ingredienti principali tradizionali sono l'agnello e pasta frolla o sfoglia. Gli stessi sono usati in un altro piatto molto popolare in Crimea e in Turchia, detto çibereks.